# オメル・バイラム
オメル・バイラム(1991年7月27日-)はトルコのサッカー選手。ポジションはDF。アーミドSFK所属。

## 経歴
2012年6月、カイセリスポルにフリーで加入した。
2018年5月10日、テュルキエ・クパスで優勝した。
2018年8月31日、ガラタサライに3年契約で移籍した。
2022年9月8日、エユプスポルに2年契約で移籍した。
2024年7月26日、アーミドSFKに移籍した。

### 代表歴
ワールドカップに参戦することが自身の目標だと語っている。同年3月27日のサッカーモンテネグロ代表戦でA代表デビュー。

## タイトル
カイセリスポル
- TFF1.リグ：2014-15

アクヒサル・ベレディイェスポル
- テュルキエ・クパス：2017-18

ガラタサライ
- スュペル・リグ：2018-19
- テュルキエ・クパス：2018-19